# منتخب سوريا لكرة القدم الشاطئية
منتخب سوريا لكرة القدم الشاطئية (بالإنجليزية: Syria national beach soccer team)‏، هي منتخب رياضي وطني لكرة القدم في سوريا، شاركت في تصفيات كأس العالم لكرة القدم الشاطئية سنة 2011م، واحتلت سوريا المرتبة الثامنة عشرة، بينما شاركت سوريا في بطولة دورة كرة القدم الشاطئية الآسيوية مرة واحدة عام 2010م واحتلت المرتبة السادسة.

## وصلة خارجية
- Beach Games Squad